# Klaus Grootens
Klaus Grootens (* 17. September 1973 in Neuss) ist ein deutscher Kommunalpolitiker (CDU) und seit dem 1. Juni 2016 gewählter Kreisdirektor des Oberbergischen Kreises in Nordrhein-Westfalen.

## Werdegang
Grootens wuchs in Kaarst bei Düsseldorf auf. Von 1993 bis 1998 studierte er Rechtswissenschaften an der Rheinischen Friedrich-Wilhelms-Universität Bonn, später an der deutschen Hochschule für Verwaltungswissenschaften in Speyer, und schloss sein Studium mit dem ersten juristischen Staatsexamen ab.
Nach Abschluss des zweiten juristischen Staatsexamens im Februar 2001 arbeitete Grootens bei der Kreisverwaltung des Oberbergischen Kreises. Er begann seine Tätigkeit im Rechtsamt, wechselte 2003 in das Büro des damaligen Landrates Hans-Leo Kausemann und übernahm 2006 die Tätigkeit des persönlichen Referenten des nachfolgenden Landrates Hagen Jobi. 2007 wurde ihm die Leitung der Wirtschaftsförderung übertragen. Im Jahr 2010 übernahm Klaus Grootens zusätzlich die Leitung des Kreisbauamts.
Im Oktober 2011 wurde Grootens vom Kreistag des Oberbergischen Kreises zum Kämmerer bestellt, zeitgleich wurde ihm die Leitung des Dezernates I (unter anderem zuständig für Kommunalaufsicht, Ordnungsamt inkl. Ausländerbehörde, Rettungsdienst, VHS und Kultur) übertragen. Seit 2014 ist Grootens Betriebsleiter der Akademie Gesundheitswirtschaft und Senioren (AGewiS).
Im Oktober 2015 bestellte der Kreistag Grootens zum allgemeinen Vertreter des Landrats Jochen Hagt. Zum 1. Juni 2016 wurde Grootens als Nachfolger des heutigen Landrats Jochen Hagt zum Kreisdirektor des Oberbergischen Kreises gewählt. Am 14. Dezember 2023 erfolgte mit deutlicher Mehrheit die Wiederwahl zum Kreisdirektor und Grootens wurde im Amt bestätigt. Als Kreisdirektor sind ihm die Bereiche Finanzen, Personal und Organisation direkt unterstellt.
Grootens nimmt seit 2005 als Dozent der Hochschule für Polizei und öffentliche Verwaltung NRW Lehraufträge wahr.

## Privat
Grootens ist seit 13 Jahren verheiratet und Vater eines Sohnes. Die Familie lebt in Engelskirchen.